# Georges Lecointre
Pour les articles homonymes, voir Lecointre.
Georges Lecointre, né le 19 octobre 1888 à la La Chapelle-Blanche-Saint-Martin où il est mort le 28 juin 1972, est un géologue, paléontologue, exploitant agricole et résistant français. Spécialiste de la géologie, il est le premier scientifique à avoir mis en évidence la présence de strates du Cambrien et du Silurien en Afrique du Nord.

## Biographie

### Famille
Georges Louis Solbeuf Lecointre est le fils de Marie Vincent Pierre Lecointre dit Pierre Lecointre (1841-1928), comte romain, conseiller général d'Indre et Loire, représentant du Prince en Indre-et-Loire et membre de la Société archéologique de Touraine et de Valentine Henriette Huberte Delamarre de Monchaux (1854-1911), comtesse et naturaliste à qui est dédié le taxon Echinanthus lecointrae  (un oursin du Miocène)  et présidente des Dames Royalistes de Touraine. Elle est aussi une cousine du futur Maréchal Liautey. 
Son grand-père, Gérasime Lecointre-Dupont (1809-1888) était historien. Il a un cousin, Raymond Lecointre (1873-1949), comte et adhérent dès sa création, du Bantam club français et éleveur, et qui fixera la pictave (race de poule). Georges Lecointre a deux sœurs, Gabrielle Héloïse Marie Lecointre dite Marie Lecointre (1881-1954) et Mathilde Louise Gatienne Lecointre (1884-1976). Son oncle, François Lecointre est conseiller municipal de Poitiers, administrateur des hospices, maire d'Antran puis  conseiller général du canton de Saint-Gervais-les-Trois-Clochers en 1880. Il est député de la Vienne de 1885 à 1889, siégeant à droite.

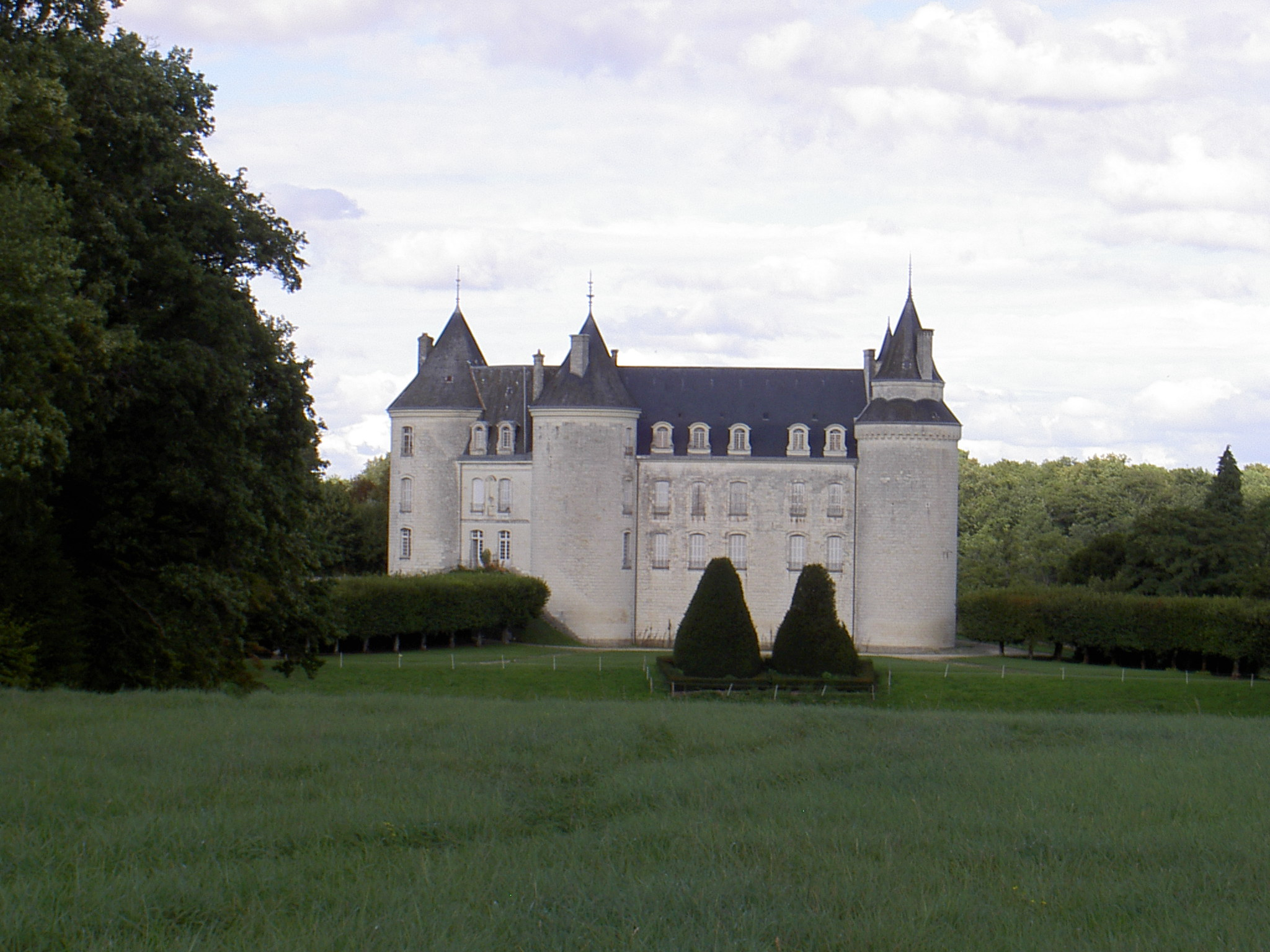
Le château de Grillemont à La Chapelle-Blanche-Saint-Martin en 2011.

Gérasime Lecointre a acheté en 1850, le château de Grillemont à La Chapelle-Blanche-Saint-Martin (Plateau de Sainte-Maure). La mère de Georges, Henriette de Monchaux, participe à l'étude des falunières voisines et de leurs fossiles. Elle y voit une confirmation de la théorie de l'évolution dont elle est précocement partisane . Les faluns sont des roches sédimentaires calcaires du Miocène généralement friables. Elle en fait connaître l'intérêt, aussi comme amendement agricole bien adapté à la majorité des terres de limon acides (dites en Touraine de bournais) du voisinage, les falunières ne représentent en effet que quelques taches dans un paysage de terres médiocres.
Georges Lecointre épouse Solange Chenu de Thuet de Mangou (1897-1954). Solange est une passionnée d'élevage et une sélectionneuse (lévriers, poules naines d'ornement, lapins à fourrure). Georges et Solange sont les parents de Colette  (1920-2017), future comtesse Christian de Saint-Seine. Cette dernière vit au château familial près de ses parents avec qui elle continue les activités d'élevage et de sélection (Georges s'intéressait aussi à l'élevage caprin), est une  cynophile réputée (éleveuse et organisatrice de course de lévriers, elle installera un cynodrome près du château), éleveuse de chèvres novatrice et est responsable de plusieurs organisations professionnelles du monde caprin.

### Formation
Très jeune, Lecointre s'intéresse à la géologie et la paléontologie suivant en cela sa mère. Il trouve d'ailleurs, à l'âge de 7 ans, dans une falunière proche du domaine familial la plus ancienne mâchoire de primate connue en région Centre.
Il obtient un diplôme d'ingénieur chimiste à Nancy en 1909. En 1912 il est admis au laboratoire de paléontologie du Muséum national d'histoire naturelle où il termine la présentation des travaux de sa mère. Il deviendra Docteur-ès-Sciences (géologie) en 1926.

### Carrière
Il participe à l'établissement de cartes géologiques en France et au Maroc. Il travaille pour l'Institut scientifique de Rabat. En poste comme militaire en 1914, il est félicité par Liautey pour l'organisation des envois de céréales vers la France. Gravement intoxiqué, il est hospitalisé puis continue ses recherches en convalescence. il  réalise un important travail sur la Meseta marocaine où il met en évidence, pour la première fois en Afrique du Nord, la présence de strates du Cambrien et du Silurien. Cette étude débouche en 1926 sur un mémoire de thèse de doctorat. Il y étudie aussi le néogène et le quaternaire du littoral du Maroc et ceux des pays voisins, le Rio de Oro, le Sénégal, le Cap Vert et les Iles Canaries.
Il participe au Faisceau de Georges Valois en qualité d'expert des questions agricoles et dirige un groupe à Loches. 
À partir de 1928, au décès de son père, il s'installe définitivement au château familial et devient exploitant agricole. Il s'intéresse particulièrement à la pisciculture dans les étangs du domaine et à l'élevage des lévriers (il est membre du Club des races pures) et des chèvres avec sa fille Colette; ils sont parmi les premiers à importer des chèvres de race Alpine en Indre-et-Loire, leur chèvrerie est une référence pour l'élevage tourangeau; il est aussi géologue expert pour la préfecture d'Indre-et-Loire. Il est consulté pour les recherches d'eau et pour l'utilisation des faluns comme amendement par les groupements de vulgarisation agricole. Il travaille aussi pour le BRGM et le Service de la carte géologique. Entretenant de bons rapports avec les entrepreneurs de travaux, il profite des forages de recherche d'eau pour préciser la stratigraphie du toit du Cénomanien et celle du Turonien dont il est le spécialiste reconnu. Il reprend l'étude des bryozoaires (Ectoprocta) des faluns de Touraine avec Ferdinand Canu. Dans les années 1940 il participe à la publication de cartes géologiques au Maroc et dans la Vallée de la Loire.
En 1949 il est élu président de la Société géologique de France. En 1963, il en est le président honoraire.

### Résistance
Pendant la Seconde Guerre mondiale, il accepte au moment de la débâcle le transfert de documents ministériels au château puis sous l'Occupation se met en relation avec le réseau Hector alors que le domaine est réquisitionné par les Allemands. Il fournit des renseignements à l'abbé Dupont qui anime un groupe de résistance à la Chapelle-Blanche. Il facilite l'évasion de prisonniers incarcérés dans son château, en particulier de soldats d'Afrique du Nord grâce à sa connaissance de l'arabe.

## Publications
- Canu F. & Lecointre G., 1927. Les Bryozoaires du Néogène de l'Ouest de la France et leur signification stratigraphique et paléobiologique. Mémoires du Muséum national d'histoire naturelle, c, vol. 6,, p. 1-436  (ISSN 1243-4442).
- Canu F. & Lecointre G., 1928. Les Bryozoaires cheilostomes des faluns de Touraine et d'Anjou. Mémoire de la Société géologique de France, vol. 4, n. 4, p. 51-82.
- Canu F. & Lecointre G., 1930. Les Bryozoaires Cheilostomes des faluns de Touraine et d'Anjou. Mémoire de la Société Géologique de France, vol. 6, n. 4, p. 83-130.
- Canu F. & Lecointre G., 1934. Les Bryozoaires Cyclostomes des faluns de Touraine et d'Anjou. Mémoire de la Société Géologique de France, t. 9, no 4, p. 179-215.
- Lecointre Georges, Géologie régionale de la France,vol. IV, 1947)
- Lecointre G.  et MATHIEU G., Tectonique du Sud-Ouest du bassin de Paris, Gap, 1959.
- Lecointre G., Structure géologique du pays de Véron, Norois, t. 44, 1964

Il est l'auteur de très nombreux articles dans les annales spécialisées.

## Legs
Georges Lecointre a fait don de sa collection paléontologique et d'une partie de celle de sa mère au Musée de la Préhistoire du Grand-Pressigny en 1965. Plus importante collection d'origine privée du musée, elle est présentée dans les caves du château Renaissance.

## Distinctions
- Prix Victor Raulin de l'Académie des Sciences, 1935
- Chevalier de la Légion d'Honneur, 1952
- Officier du Ouissam alaouite, 1959
- Prix Léon de la Mothe de la Société géologique de France pour ses travaux sur le quaternaire, 1961